# Secret Messages (singolo)
Secret Messages è un singolo del gruppo musicale britannico Electric Light Orchestra, pubblicato nel 1983 ed estratto dall'album omonimo.
Il brano è stato scritto e prodotto da Jeff Lynne.

## Tracce
- 7"

1. Secret Messages
2. Buildings Have Eyes